# ودافون اسپانیا
ودافون اسپانیا (انگلیسی: Vodafone España) شرکت مخابرات اسپانیایی است، که در سال ۲۰۰۰ تأسیس شد.